# Oudéré Kankarafou
Oudéré Kankarafou (* 8. Dezember 1983 in Dapaong) ist ein französischer Sprinter togoischer Herkunft.
2005 siegte er bei den U23-Europameisterschaften in Erfurt über 100 Meter und in der 4-mal-100-Meter-Staffel. Bei den Weltmeisterschaften in Helsinki war er im Vorlauf Teil der französischen 4-mal-100-Meter-Stafette, die schließlich Gold gewann.
Bei den Europameisterschaften 2006 in Göteborg erreichte er über 100 Meter das Halbfinale und gewann mit der französischen Mannschaft die Bronzemedaille in der 4-mal-100-Meter-Staffel.

## Persönliche Bestzeiten
- 60 m (Halle): 6,70 s, 25. Februar 2006, Aubière
- 100 m: 10,25 s, 21. Juli 2006, Tomblaine